# Grötzenberg

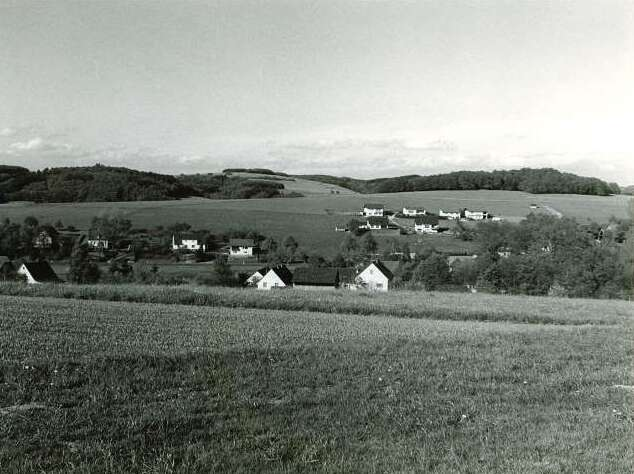
Teilansicht – Grötzenberg – 1975

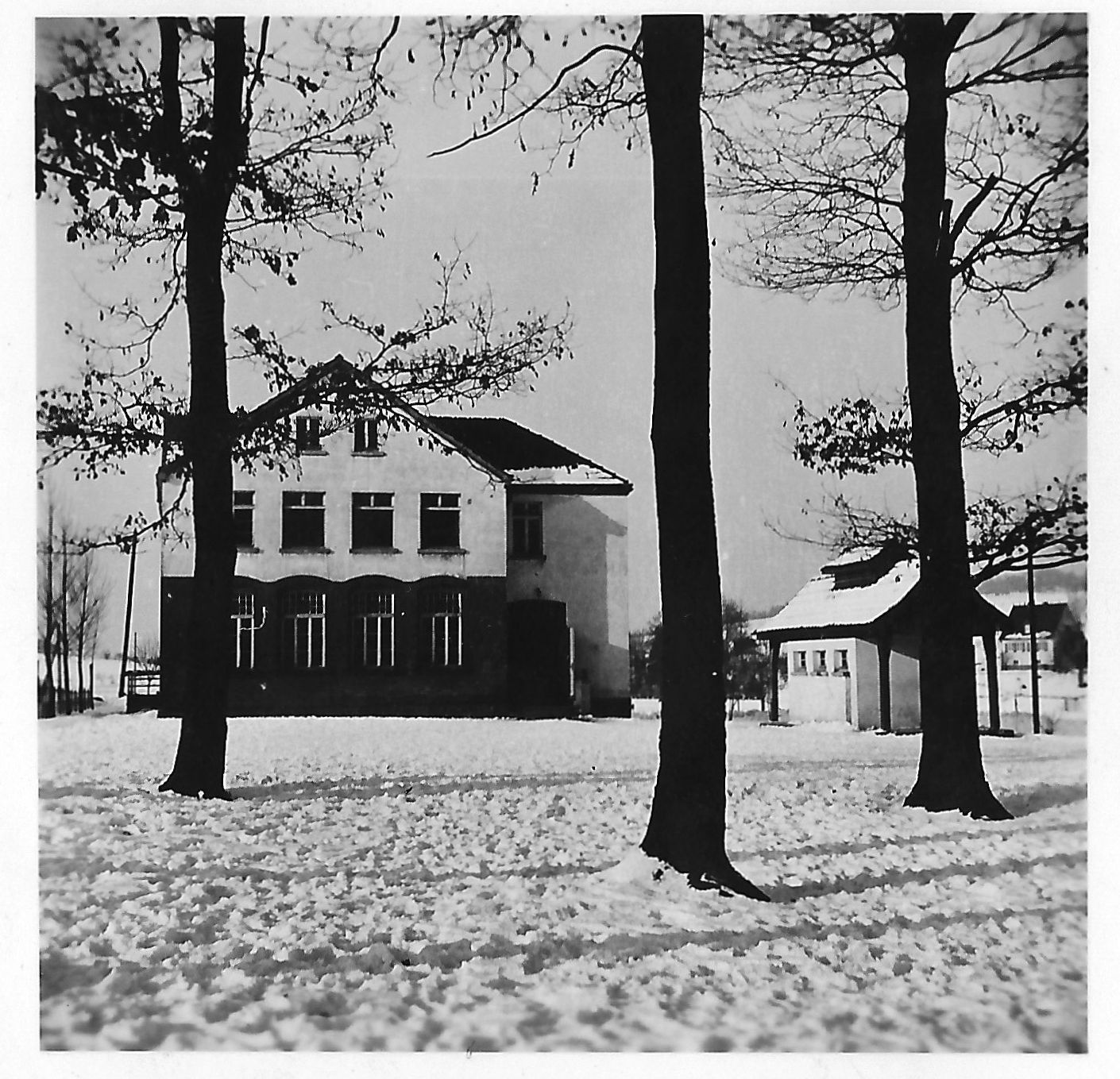
Ehemalige Evangelische Volksschule Grötzenberg Winter 1955/56

Grötzenberg ist ein Ortsteil von Nümbrecht im Oberbergischen Kreis im südlichen Nordrhein-Westfalen innerhalb des Regierungsbezirks Köln.

## Lage und Beschreibung
Der Ort liegt an der Landesstraße L 339 und an der Bröl, in Luftlinie rund 3,5 km nordöstlich vom Ortszentrum von Nümbrecht entfernt.

## Geschichte

### Erstnennung
1575 wurde der Ort das erste Mal als Ort in der "Karte des bergischen Amtes Windeck und der Herrschaft Homburg von A. Mercator" urkundlich erwähnt. Das geht aus den. Die Schreibweise der Erstnennung war Hütte (Wüstung bei Grötzenberg).
Die katholische Kapelle Grötzenberg (als Gedenken) St. Hubertus Grötzenberg wurde Ende 2002 geschlossen.

## Schule und Kindergarten
- Gem. Grundschule Grötzenberg
- Johanniter-Kindergarten

## Freizeit

### Vereinswesen
- Tus Homburg-Bröltal von 1927 e. V. mit der Hauptabteilung Fußball und den Unterabteilungen – Damen-Gymnastikgruppe, Kraftsportabteilung, Badminton, Aerobic, Tischtennis.

### Radwege
Folgende Fahrradtouren durchqueren  Grötzenberg:
| Routen-Name                             | Wegzeichen | Fahrstrecke | Weglänge |
| --------------------------------------- | ---------- | --- | -------- |
| Familienroute geringe Höhenunterschiede |            | Nümbrecht – Kurpark Nümbrecht – Ententeich – Aussichtsturm – Bruch – Grötzenberg – Wirtenbach – Ahlbusch – Ödinghausen – vorbei an dem Sportpark und Golfplatz Nümbrecht – Nümbrecht Kurpark | 13 km    |
| Höhenroute                              |            | Nümbrecht – Nippes – Geringhausen – Wirtenbach – Grötzenberg – Heisterstock – Elsenroth – Marienberghausen – Ölsbachtal – Nümbrecht                                                          | 28 km    |

## Bus und Bahnverbindungen

### Linienbus
Haltestelle: Grötzenberg
- 311 Nümbrecht – Oberbreidenbach – Diezenkausen – Waldbröl (OVAG, Werktagsverkehr, samstags Taxibusverkehr)
- 312 Waldbröl – Nümbrecht – Homburg/Bröl – Bielstein – Ründeroth (OVAG, Werktagsverkehr, bedingter Samstagsverkehr)